# マシンガンをぶっ放せ -Mr.Children Bootleg-
『マシンガンをぶっ放せ -Mr.Children Bootleg-』（マシンガンをぶっぱなせ ミスター・チルドレン・ブートレグ）は、日本のバンド・Mr.Childrenによる12枚目のシングル。1996年8月8日にトイズファクトリーより発売された。

## 概要
前作から4か月ぶりに発売されたシングルで、5thアルバム『深海』の収録曲「マシンガンをぶっ放せ」のシングルカット。アートディレクターは信藤三雄。
カップリングが2曲収録されるのはMr.Childrenでは初。なお、リカットシングルをリリースするのは1stシングル『君がいた夏』以来約4年ぶりで、当時のJ-POPシングルとしては珍しかったマキシシングル（12cmCD）で発売された。
副題にある「Bootleg」とは、英語で「海賊版」の意味。『深海』レコーディング時に作られていながらアルバムには収録されなかったという意味で付けられた。

## チャート成績
オリコン・日本レコード協会共に3rdシングル『Replay』以来のミリオンに達しないシングルとなり、連続ミリオンセラーの記録が8作でストップした。しかしながら、シングルカットであるにも拘らず初週約30.2万枚を売り上げ初登場1位、累計売上は73.3万枚を突破し年間チャート33位へランクインしている。

## 収録曲
| 全作詞・作曲: 桜井和寿、全編曲: 小林武史 & Mr.Children。 |                          |          |            |      |
| #                                                        | タイトル                 | 作詞     | 作曲・編曲 | 時間 |
| 1.                                                       | 「マシンガンをぶっ放せ」 | 桜井和寿 | 桜井和寿   | 4:21 |
| 2.                                                       | 「Love is Blindness」    | 桜井和寿 | 桜井和寿   | 3:25 |
| 3.                                                       | 「旅人」                 | 桜井和寿 | 桜井和寿   | 3:18 |
| 合計時間:                                                | 合計時間:                | 11:04    |            |      |

## 楽曲解説
1. マシンガンをぶっ放せ
  - アルバムバージョンは次曲「ゆりかごのある丘から」とシームレスに繋がっており、アウトロとヘリコプターのプロペラ音が被さっていたが、本テイクでは削除されている。
  - 5thアルバム『深海』収録曲の「臨時ニュース」でも少し登場するが、冒頭の歌詞は1995年の夏にフランスが世界中の反対を押し切って核実験を強行した出来事に由来する。
  - Mr.Childrenのシングル曲としては珍しく、ミュージック・ビデオが制作されていない。
  - ライブツアー『Mr.Children CONCERT TOUR POPSAURUS 2001』以降は一切演奏されていなかったが、2016年に行われたホールツアー『Mr.Children Hall Tour 2016 虹』で14年ぶりに演奏され、その翌年行われたホールツアー『Mr.Children Hall Tour 2017 ヒカリノアトリエ』でも演奏された。
  - 長らくベストアルバムには収録されていなかったが、デビュー25周年を記念して5月10日にリリースされた配信限定ベストアルバム『Mr.Children 1992-2002 Thanksgiving 25』に、同じくリカットシングルでシングルバージョンがアルバムに一度も収録されていなかった17thシングル『I'LL BE』と共に、ベストアルバム初収録となった。その際、サブタイトルが追加されており、本作と同じタイトルに統一されている。
  - 後に開催されたファンクラブ限定ツアー『Mr.Children FATHER&MOTHER 21周年ファンクラブツアー』の直前に行われた「会員が最もライブで聴きたい曲」では25位に選ばれた[1]。
2. Love is Blindness
  - のちにドキュメンタリー映画『Mr.Children / Split The Difference』のCDへ、再レコーディングしたバージョンが収録された。それまでのライブツアーにて本楽曲が演奏される機会は一切なかったものの、これによりライブ初披露となった。
  - アルバム『深海』収録曲と同様、ニューヨークでレコーディングが行われた[2]。
3. 旅人
  - ライブで一切演奏されなかった前曲とは異なり、こちらは本作発売後に行われた2本のライブツアー『Mr.Children TOUR REGRESS OR PROGRESS '96-'97』『Mr.Children TOUR REGRESS OR PROGRESS '96～'97 FINAL』で披露された。
  - ap bank fes '10では、「スキマスイッチ with Bank Band」として演奏され約13年ぶりの歌唱となり、映像化されている。
  - 本曲はレコーディングでニューヨークを訪れる以前、都内でレコーディングを終えていたとのこと[2]。
  - 後に開催されたファンクラブ限定ツアー『Mr.Children FATHER&MOTHER 21周年ファンクラブツアー』の直前に行われた「会員が最もライブで聴きたい曲」では3位に選ばれ[1]、実際に演奏もされた。その後に開催されたライブツアー『Mr.Children TOUR 2015 REFLECTION』でも披露される。

## テレビ出演
| 番組名 | 日付          | 放送局     | 演奏曲 |
| ------ | ------------- | ---------- | --- |
| FAN    | 1996年6月28日 | 日本テレビ | ありふれたLove Story ～男女問題はいつも面倒だ～ So Let's Get Truth マシンガンをぶっ放せ 花 -Mémento-Mori- |

## ライブ映像作品
マシンガンをぶっ放せ
| 作品名                                               |
| ---------------------------------------------------- |
| regress or progress '96-'97 tour final IN TOKYO DOME |
| Mr.Children CONCERT TOUR POPSAURUS 2001              |

旅人
| 作品名                                               |
| ---------------------------------------------------- |
| regress or progress '96-'97 tour final IN TOKYO DOME |
| Mr.Children REFLECTION｛Live&Film｝                  |

## 収録アルバム
- 『深海』(#1、アルバムバージョン)
- 『B-SIDE』(#2,#3)
- 『Mr.Children 1992-2002 Thanksgiving 25』(#1)